# Кубок Калькутты

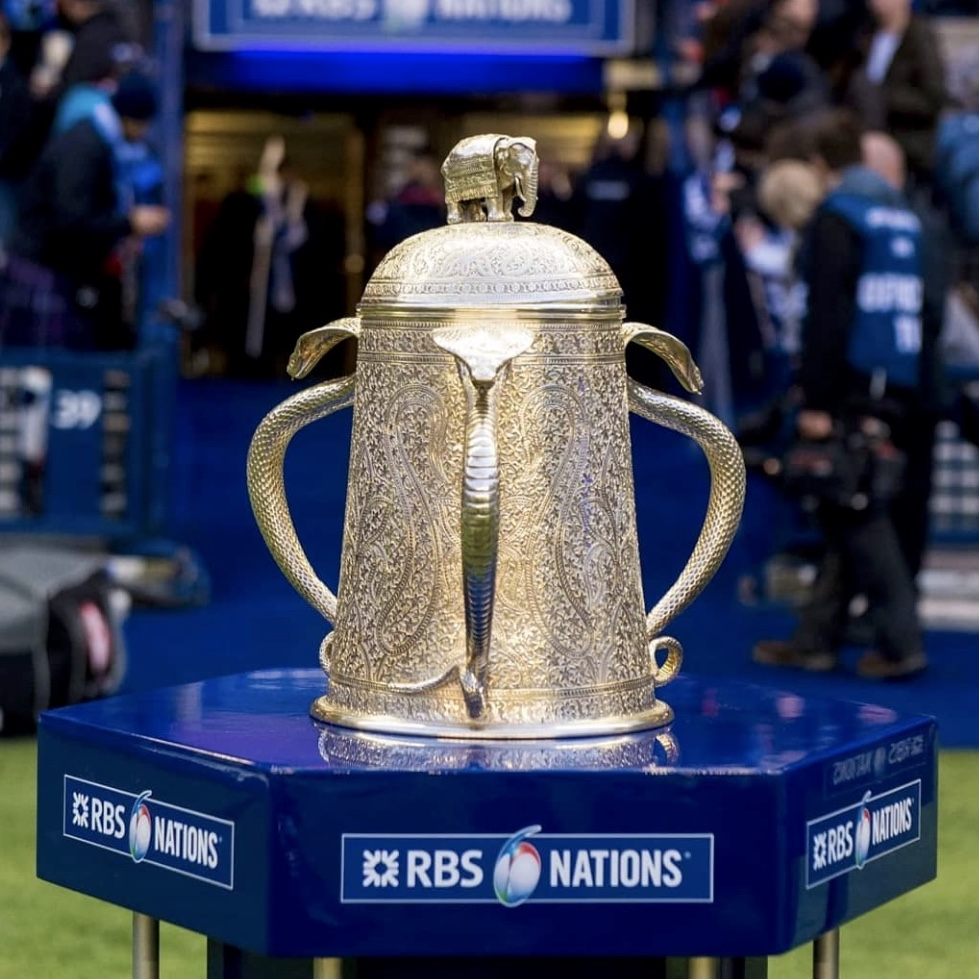
Кубок Калькутты перед матчем в 2018 году

Кубок Калькутты (англ. The Calcutta Cup) — регбийный кубок, который вручается ежегодно на Кубке шести наций победителю матча между сборными Англии и Шотландии. Кубок вручается с 1879 года.

## Регбийный клуб «Калькутта»
25 декабря 1872 года в Калькутте состоялся регбийный матч между сборной Англии и смешанной сборной Шотландии, Ирландии и Уэльса. Матч имел невероятный успех и был проведён затем через неделю: регби начал набирать популярность в Индии. В январе 1873 года поклонники регби основали первую регбийную команду «Калькутта», который был принят в Регбийный союз Англии в 1874 году. Хотя индийский климат не подходил в полной мере для игры в регби, клуб отработал первый год существования, однако затем оказался на грани роспуска. Команды по теннису и поло продолжали функционировать, и вскоре команду по регби пришлось распустить. Однако члены клуба решили сохранить имя клуба и, сняв все деньги со счёта клуба в банке в виде серебряных рупий, переплавили монеты в кубок, который был подарен в 1878 году Регбийному союзу. Игроки взяли с руководства союза обещание ежегодно разыгрывать кубок.

## Кубок
Кубок изготовлен в Индии, высота составляет примерно 45 сантиметров. Ручки кубка сделаны в форме трёх королевских кобр. На вершине кубка стоит слон. На деревянной подставке для кубка надпись THE CALCUTTA CUP. Деревянная подставка прикреплена к металлической подставке, на которой указываются ежегодно дата матча, сборная-победитель и имена капитанов. Несмотря на то, что кубок учреждён только в 1879 году, на нём указаны имена победителей матчей Англия-Шотландия, начиная с 1871 года.
Оригинальный трофей находится не в удовлетворительном состоянии по причине того, что за ним долгое время не ухаживали, по этой причине он часто не путешествует по миру. Кубок часто появляется в музее регби в Туикенеме, если его завоёвывает сборная Англии. Как у англичан, так и у шотландцев есть точные полноразмерные копии кубка, сделанные по современным технологиям. В 1988 году трофей был повреждён регбистами Дином Ричардсом (Англия) и Джоном Джеффри (Шотландия): оба находились в состоянии алкогольного опьянения. Инцидент произошёл на Принцес-Стрит в Эдинбурге: оба играли в футбол. Джеффри был дисквалифицирован на шесть месяцев, а Ричардс отделался только дисквалификацией на один матч.

## Соревнование
Изначально руководители «Калькутты» настаивали на том, что этот трофей должен вручаться победителю Кубка Англии по футболу, однако Регбийный союз отказался предоставлять кубок Футбольной ассоциации Англии, поскольку это может противоречить духу спортивных соревнований. Было принято решение, что ежегодно будет проводиться матч между Англией и Шотландией, и команда-победитель будет хранить у себя кубок в течение года.
Первый матч был сыгран 10 марта 1879 на Рэбурн-Плейс в Эдинбурге и окончился ничьей: шотландцы забили дроп-гол. 28 февраля 1880 в Манчестере англичане выиграли Кубок Калькутты впервые в истории, победив шотландцев за счёт двух голов и трёх попыток и пропустив всего один гол. С 1951 года сборная Англии неизменно опережает соперников по числу побед.
Матчи проводились ежегодно, за исключением перерывов по причине двух мировых войн. С 1947 года матчи проводятся в чётные годы на «Мюррейфилде» в Шотландии, в нечётные — на «Туикенеме».
В 2004 году страны попытались провести Кубок Калькутты с участием третьей команды вне Кубка шести наций: кубок доставался победителю двух матчей. Идея была вскоре отвергнута.